# Edward Hampson
Pour les articles homonymes, voir Hampson.
Edward George Hampson, dit Ted Hampson, (né le 11 décembre 1936 à Togo, dans la province de la Saskatchewan, au Canada) est un joueur professionnel canadien de hockey sur glace qui évoluait au poste de centre .